# Dicranotropis lunaris
Dicranotropis lunaris är en insektsart som beskrevs av Melichar 1905. Dicranotropis lunaris ingår i släktet Dicranotropis och familjen sporrstritar. Inga underarter finns listade i Catalogue of Life.